# Hellas-Sat 2
Hellas-Sat 2 era un satellite per telecomunicazioni. È stato il primo satellite di Grecia e Cipro. 
Il satellite, con una massa al lancio di 3.450 Kg, ha una storia piuttosto complicata. È stato costruito dalla Astrium originariamente per conto di Intelsat, che l’ha successivamente venduto a SES New Skies, ma prima che la costruzione fosse completata il contratto è stato rescisso e il satellite è tornato ad Intelsat, che ha coinvolto la società cinese Sinosat, ma il contratto è stato annullato perché non è stata ottenuta la licenza di esportazione per effettuare il lancio con un razzo cinese. Il satellite è stato infine acquistato dal consorzio greco-cipriota Hellas Sat, che ha deciso di effettuare il lancio con un razzo statunitense. Il lancio è stato effettuato con successo il 13 maggio 2003 da Cape Canaveral con un razzo vettore Atlas V. Hellas-Sat 2, posto in orbita geostazionaria, assicurava copertura a Europa, Nordafrica e Medio Oriente e aveva una durata programmata di 15 anni. Nel 2017 è stato lanciato Hellas-Sat 3, destinato a sostituire a fine vita Hellas-Sat 2.